# Sierafimowicz
Sierafimowicz (ros. Серафимович) – miasto w Rosji, w obwodzie wołgogradzkim.
Położone na prawym brzegu Donu, 84 km na południowy zachód od stacji kolejowej Siebriakowo, 260 km na północny zachód od Wołgogradu.
Założone w 1589, w 1933 nabyło prawa miejskie. Miasto rejonowego podporządkowania (rejon sierafimowiczski obwodu wołgogradzkiego), centrum rejonu sierafimowiczskiego. Do 1933 nosiło nazwę Ust'-Miedwiedickaja. W czasie II wojny światowej w rejonie Serafimowicza oddziały Armii Czerwonej zadały dotkliwe straty włoskiej dywizji Pasubio.